# Оксидные волокна
Оксидные волокна (англ. oxide fibres) — конструкционные волокна, содержащие оксиды в качестве основной составляющей.

## Описание
Известны два типа оксидных волокон, используемых, главным образом, в качестве армирующего средства высокотемпературных композитов — монокристаллические и эвтектические нити и стержни, а также наноструктурированные нити. Первый тип волокон получают кристаллизацией расплава методами, основанными на концепции Степанова (EFG (Edge-defined Film-fed Growth) и micropulling-down), LHPG (Laser Heated Pedestal Growth), а также методом внутренней кристаллизации. Второй тип волокон производится с использованием процедур, традиционных для порошковой металлургии (шликер, золь-гель).
Монокристаллические и эвтектические волокна стабильны при высоких температурах и характеризуются высоким сопротивлением ползучести (крипостойкостью). Например, волокна муллита (2Al2O3∙SiO2) и иттрий-алюминиевого граната (YAG, Y3Al5O12) крипостойки при температурах до 1600 °С.
Поликристаллические волокна рекристаллизуются при высоких температурах и утрачивают исходную нанокристаллическую структуру при температурах 1100—1300 °С, в зависимости от состава и времени выдержки. Наиболее крипостойкие из них, представляющие собой смесь муллита и оксида алюминия, могут длительно использоваться при температурах до 1300 °С.
Оксидные волокна используются в композитах с никелевой и оксидной матрицами. Недорогие волокна, не отличающиеся высокой прочностью, могут применяться в качестве теплоизоляции.